# El Pan
El Pan ist eine Ortschaft und die einzige Parroquia urbana im Kanton El Pan der ecuadorianischen Provinz Azuay. El Pan ist Sitz der Kantonsverwaltung. Die Parroquia besitzt eine Fläche von 16,83 km². Die Einwohnerzahl der Parroquia betrug beim Zensus 2010 1196. Davon wohnten 486 Einwohner im Hauptort El Pan.

## Lage
Die Parroquia El Pan befindet sich im Nordosten der Provinz Azuay. Das Gebiet liegt in der Cordillera Real. Der Río Collay, ein rechter Nebenfluss des Río Paute, fließt entlang der östlichen Verwaltungsgrenze nach Norden. Der 2560 m hoch gelegene Ort El Pan befindet sich knapp 40 km ostnordöstlich der Provinzhauptstadt Cuenca. Die Fernstraße E40 (Cuenca–Santiago de Méndez) führt an El Pan vorbei.
Die Parroquia El Pan grenzt im äußersten Nordosten an die Parroquia Palmas (Kanton Sevilla de Oro), im Osten an die Parroquia Sevilla de Oro (im gleichnamigen Kanton), im Süden an die Parroquia San Vicente, im Südwesten an die Parroquia Mariano Moreno (Kanton Gualaceo) sowie im Westen und im Norden an den Kanton Guachapala.

## Geschichte
El Pan geht auf eine Vice-Parroquia aus dem Jahr 1789 zurück, welche zu Guachapala gehörte. Im Jahr 1837 wurde El Pan eine vollwertige Pfarrei. Am 20. September 1852 erhielt El Pan den Status einer zivilrechtlichen Parroquia. Schließlich wurde am 10. August 1992 der Kanton El Pan eingerichtet und der Ort wurde als Parroquia urbana dessen Verwaltungssitz.